# Río Ilz
El Ilz  es  un río que atraviesa el sistema montañoso conocido como el Bosque bávaro, en Alemania. Es un afluyente de la margen izquierda del Danubio cuenta con unos 40 kilómetros de longitud. Alcanzaría unos 69 kilómetros  si se incluyera la longitud de su fuente principal el Gran Ohe, Große Ohe en alemán. El Ilz se forma en la confluencia de los dos Ohe el Grande Große Ohe y del pequeño el Kleine Ohe en Eberhardsreuth.
Desemboca finanlmente en la ciudad  de Passau en el Danubio. La ciudad recibe el apodo de la ciudad de los tres rios debido al Danubio, al Eno y al Ilz. La ciudad se divide en tres partes: la Altstadt («ciudad vieja», en la península que forman los ríos Danubio y Eno), la Innstadt («ciudad a orillas del Eno», Inn en alemán) y la Ilzstadt («ciudad a orillas del Ilz»). La confluencia de los tres rios es un punto turístico muy relevante en la ciudad, siendo el Ilz es el menos caudaloso de los tres. Passau sufre de crecidas recurrentes, en sus tres ríos, incluido el Ilz, que provocan inundaciones importantes.
- Datos: Q267911
- Multimedia: Ilz (Donau) / Q267911